# Joan Carles de Mèdici
Joan Carles de Mèdici —Giovan Carlo de' Medici (italià)— (Florència, Gran Ducat de Toscana, 4 de juliol de 1611 - íd. 22 de gener de 1663) fou un membre de la família Mèdici que va esdevenir cardenal de l'Església Catòlica.

## Família
Va néixer el 1611 a la ciutat de Florència sent el segon fill mascle del Gran Duc Cosme II de Mèdici i Maria Magdalena d'Àustria. Fou net per línia paterna de Ferran I de Mèdici i Cristina de Lorena, i per línia materna de Carles II d'Estíria i Maria Anna de Baviera.
Fou germà de Ferran II de Mèdici; Margarida de Mèdici, casada amb Odoard I de Parma; Anna de Mèdici, casada amb Ferran Carles d'Àustria; i el cardenal Leopold de Mèdici.

## Vida religiosa
Inicialment destinat a la carrera militar el 1620 fou nomenat Cavaller de l'Orde de Malta i Gran Prior de Pisa, i posteriorment General del Mar Mediterrani el 1638.
Fou nomenat cardenal pel papa Innocenci X en el consistori del 14 de novembre de 1644, amb el títol de Diaca de Santa Maria Nuova, passant el 1656 a ser titular de San Giorgio al Velabro.

## Mecenatge
Gran interessat en el mecenatge, el van dur a col·leccionar un gran nombre d'obres artístiques, iniciant el naixement de la col·lecció general de l'actual Galeria dels Uffizi de Florència. Gran amant del teatre, el 1657 va adquirir un terreny on va fer construir a Ferdinando Tacca el Teatro della Pergola, el primer teatre a la italiana (amb dues llotges i platea) d'Europa.
Va morir el 1663 a la seva residència de Vil·la di Castello de Florència a conseqüència d'una apoplexia.